# Mike Chong Chin
Mike Chong Chin, né le 1er juin 1977, est un coureur cycliste mauricien.

## Biographie
Après avoir tout d'abord pratiqué le football, Mike Chong Chin se consacre pleinement au cyclisme à partir de l'âge de seize ans.

## Palmarès
- 2003
  -  Médaillé d'or du contre-la-montre par équipes aux Jeux des îles de l'océan Indien (avec Yannick Lincoln, Sébastien Hacques et Colin Mayer)
- 2005
  -  Champion de Maurice sur route
- 2006
  -  Champion de Maurice sur route
- 2013
  - Circuit du Champ de Mars
  - 3e du championnat de Maurice du contre-la-montre
  - 3e du championnat de Maurice sur route
  - 3e du championnat de Maurice du contre-la-montre par équipes
- 2014
  -  Champion de Maurice du contre-la-montre
  - 1re étape du Tour de Maurice (contre-la-montre par équipes)
  - Deutsche Bank Cycle Tour
  - 2e du championnat de Maurice du contre-la-montre par équipes
  - 2e du championnat de Maurice sur route
- 2015
  - 1re étape de la Colin Mayer Classic
  - 2e du championnat de Maurice du contre-la-montre par équipes
- 2016
  - 2e du championnat de Maurice du contre-la-montre par équipes
  - 3e du championnat de Maurice du contre-la-montre
- 2017
  - 2e du championnat de Maurice du contre-la-montre par équipes

## Classements mondiaux
| Année           | 2014 | 2015 |
| --------------- | ---- | ---- |
| UCI Africa Tour | 70e  | 207e |